# Súng ngắn Nambu Type 94
Nambu Shiki 94 (九四式拳銃 Kyūyon-Shiki Kenjū) là loại súng ngắn bán tự động có trọng lượng nhẹ (720 g) được đế quốc Nhật Bản sản xuất với số lượng lớn để phục vụ cho chiến tranh. Loại súng này được quân đội đế quốc Nhật Bản thông qua và đưa vào sử dụng năm 2594 theo lịch của Nhật Bản (tức năm 1934) nên nó có tên Shiki 94. Chúng được dự định để thay thế hoàn toàn cho các khẩu Nambu Shiki 14 nhưng do giới hạn về tiềm lực công nghiệp khi đó của Nhật Bản nên việc đó đã không diễn ra. Ban đầu loại súng này sử dụng rất tốt nhưng đến sau cuộc chiến tranh thế giới thứ hai thì loại súng này trở thành một loại súng tệ do chất lượng của vật liệu và tay nghề dùng để chế tạo chúng càng ngày càng xuống cấp. Các khẩu súng sản xuất trong lô cuối gần như không an toàn để bắn vì các lý do như các khóa an toàn đôi khi bị kích hoạt hoạt trong lúc đấu súng, khi bắn hộp đạn đôi khi có thể bị rơi ra ngoài...

## Lịch sử
Thiết kế bởi Nambu Kijirō loại súng này được đưa vào chế tạo tại Công ty sản xuất súng trường Nambu năm 1934. Chúng ban đầu được chế tạo với mục đích thương mại nhưng sau đó chúng cũng được quân đội cấp cho các phi công, phi hành đoàn cũng như những người lái xe tăng vì theo họ khẩu Nambu Shiki 14 hơi lớn để mang theo thường xuyên. Vì thế loại súng này được chọn để làm loại súng thay thế trong quân đội đế quốc Nhật Bản nhưng chúng không hoàn toàn thay thế loại súng cũ.
Một số lượng lớn Shiki 94 đã được chế tạo cho quân đội. Các thống kê đã bị mất sau thế chiến thứ hai nhưng được tin là hơn 77.000 khẩu đã được chế tạo. Cũng giống như nhiều loại vũ khí khác của phe trục chất lượng của chúng đã bị giảm mạnh khi đến giai đoạn kết thúc cuộc chiến.

## Thiết kế
Shiki 94 sử dụng cơ chế nạp đạn bằng độ giật cũng như dùng loại đạn 8x22mm Nambu giống như Shiki 14 nhưng dễ dàng nạp đạn, bắn chính xác hơn và nhẹ hơn. Nó nổi tiếng với một khuyết điểm trong thiết kế khiến nó có thể bắn bắng cách tác động vào thanh nằm bên trái gần cò súng mà không cần bóp cò.Và việc tháo lắp rất khó khăn. Trên thực tế thanh bên trái đó là nút khóa an toàn, khi kích hoạt nó sẽ chặn tất cả các hoạt động của súng.